# Rotax V990
Der Rotax V990 ist ein Motor der von der BRP-Powertrain GmbH & Co KG, einem Tochterunternehmen von BRP (Bombardier Recreational Products Inc.) hergestellt wird. Unter anderem sind alle CAN-AM Spyder Roadstermodelle mit einem 998-cm³-Rotax-V-Twin-Motor ausgerüstet.
Weitere Anwendungen waren Motorräder von Aprilia, deren Produktion inzwischen eingestellt wurde.

## Daten
Der 60°-V-Motor ist ein Viertaktmotor mit zwei Zylindern und vier Ventilen pro Zylinder und zwei Ausgleichswellen. Er produziert im CAN-AM Spyder maximal 79 kW (106 PS) in der RS-Version und in der RT-Version 74,5 kW (100 PS) bei einem Hubraum von 998 cm³. Er wird für den CAN-AM Spyder sowohl mit einem sequentiell elektronisch gesteuertem 5-Gang-Getriebe, als auch mit sequentiellem handgeschalteten 5-Gang-Getriebe mit Rückwärtsgang geliefert.
Für die Motorräder von Aprilia  wurde immer ein handgeschaltetes 6-Gang Getriebe mit unterdruckgesteuerter Anti-Hopping-Kupplung verwendet. Alle bei Aprilia eingebauten Rotax V990 haben eine Trockensumpfschmierung.
Mit Denso / Bombardier-Motorsteuerung und Doppelzündung bestückt waren die Aprilia RSV Mille (Motorcode ME ab 1998–2000 mit 118 PS), Aprilia SL 1000 Falco (Motorcode PA ab 2000–2004, 118 PS), Aprilia RSV RP und Tuono RP (Motorcode RP, 128 PS, 2001–2005).
Die Rotax V990 Motoren der Aprilia ETV Caponord (Motorcode PS, 98 PS, 2001–2007) und Aprilia RST 1000 Futura (Motorcode PW, 113 PS, 2001–2003) wurden mit Sagem MC 1000 / Siemens Motorsteuerung und Einspritzsystem bestückt, jeweils auch mit Doppelzündung.
Die Höchstleistung erreichte der Rotax V990 in den späteren Konfigurationen der Aprilia RSV 1000 R und Aprilia Tuono 1000 R (Motorcode RR, 133 / 139 / 143 PS, 2004–2010), mit jeweils nur einer Zündkerze pro Zylinder.